# Sa Coveccada

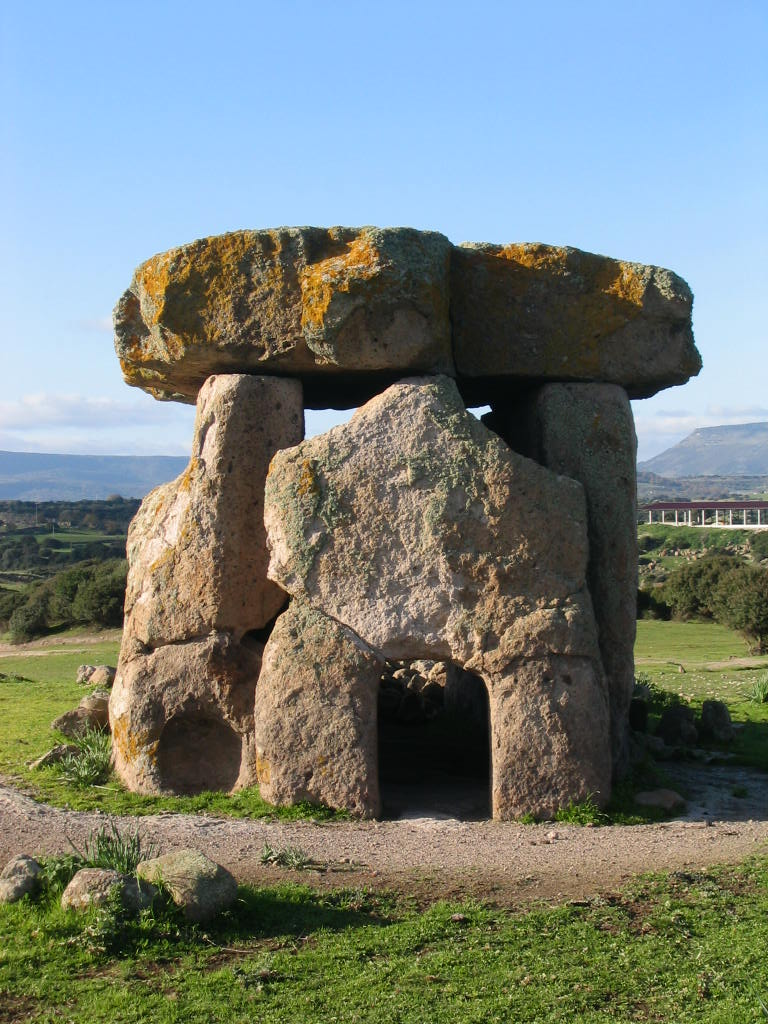
Dolmen Sa Covecadda

Sa Coveccada ist der größte Dolmen auf Sardinien. Er liegt auf der Hochebene des Logudoro bei Mores in der Metropolitanstadt Sassari.
Der rechteckige, aus fünf großformatigen Platten aus rosa Trachyt erstellte Dolmen ist weitgehend erhalten. Lediglich die hintere Wand und Teile des Decksteins, der ursprünglich 27 Tonnen wog, fehlen. Der Dolmen kann wegen fehlender Funde nicht genau datiert werden. Anhand der Architektur der Frontplatte, die sich an Formen anlehnt, die auch die Gigantengräber und südfranzösische Anlagen wie der Dolmen de Gallardet zeigen, ist jedoch sicher, dass er protonuraghisch und damit älter als 2000 v. Chr. ist. Er ist 2,7 m hoch und hat eine Länge von fünf Metern. In der linken Seitenplatte ist kurz hinter der Frontplatte eine flache aber mehr als einen Meter lange Seitennische eingearbeitet.
In der Nähe liegen  die Domus de Janas von Su Crastu de Santu Eliseu und Su Stampu 'e sa Fata.